# Route nationale 178bis
Die Route nationale 178Bis, kurz N 178Bis oder RN 178Bis, war eine französische Nationalstraße.
Die Straße wurde 1862 zwischen Laval und der Nationalstraße 23Bis 10 Kilometer nördlich von Ancenis festgelegt. Der Abschnitt zwischen Pouancé und La Chapelle-Glain war Teil der Route stratégique 10. Die Straßenführung beinhaltete keine Kreuzung mit der Nationalstraße 178; daher blieb sie trotz ihrer Nummerierung eine eigenständige Nationalstraße, so wie alle auf die Routes stratégiques zurückgehenden Nationalstraßen. Die Gesamtlänge betrug 83 Kilometer. 1973 wurde der Abschnitt zwischen Laval und Pouancé ein Teil der neuen Führung der Nationalstraße 171. Der restliche Teil wurde abgestuft. 2006 erfolgte dann die Abstufung der von der N 171 übernommenen Trasse.